# Oussama Boughanmi
Oussama Boughanmi (arabisch أسامة البوغانمي, DMG Usāma al-Būġānimī; * 5. Februar 1990 in Tunis) ist ein tunesischer Handballspieler. Der 1,85 m große Linksaußen spielt für den tunesischen Erstligisten Espérance de Tunis und steht zudem im Aufgebot der tunesischen Nationalmannschaft.

## Karriere

### Verein
Boughanmi spielte ab 2008 für die erste Mannschaft des Club Africain, mit dem er 2011 den tunesischen Pokal und 2012 die arabische Champions League gewann. Im Sommer 2013 wechselte der Außenspieler zum französischen Erstligisten Tremblay-en-France Handball. Bereits vor Ablauf seines Dreijahresvertrages kehrte er 2015 nach Tunesien zu Espérance de Tunis zurück. Mit dem Verein aus seiner Heimatstadt wurde er 2016, 2017, 2019, 2020, 2021 und 2023 tunesischer Meister sowie 2018, 2021, 2022 und 2023 Pokalsieger. 2018, 2021 und 2022 gewann die Mannschaft die arabische Champions League sowie 2016 und 2019 den afrikanischen Supercup.

### Nationalmannschaft
Mit der tunesischen Jugendnationalmannschaft belegte Boughanmi bei der U-19-Weltmeisterschaft 2009 den vierten Platz und wurde als bester Linksaußen ins All-Star-Team gewählt. Bei der U-21-Weltmeisterschaft 2011 gewann er mit Tunesien die Bronzemedaille. Erneut wurde er All-Star.
Mit der tunesischen A-Nationalmannschaft nahm er an den Olympischen Spielen 2012 in London, an den Olympischen Spielen 2016 in Rio de Janeiro sowie an den Weltmeisterschaften 2013, 2015, 2017, 2019 und 2023 (als Kapitän) teil. Bei der Afrikameisterschaft gewann er mit der Auswahl 2012 Gold und 2014, 2016 und 2020 Silber. Bei den Panarabischen Spielen 2011 wurde er mit dem Team Dritter.
Mit 865 Toren in 184 Länderspielen ist Boughanmi Tunesiens Rekordtorschütze.